# Icchak Szamir
Icchak Szamirⓘ, Jicchak Szamir (hebr. יצחק שמיר, właśc. Icchak Jaziernicki, ur. 15 października 1915 w Różanie, zm. 30 czerwca 2012 w Tel Awiwie) – izraelski polityk i wojskowy, premier Izraela w latach 1983–1984 i 1986–1992, wieloletni członek Knesetu, jego przewodniczący w latach 1977–1980, wielokrotny minister. Stał na czele dwudziestego, dwudziestego drugiego, dwudziestego trzeciego oraz dwudziestego czwartego rządu Izraela.

## Życiorys

### Młodość
Urodził się w Różanie, w zaborze rosyjskim (na Białorusi), jako Icchak Jaziernicki, syn Szlomo i Perli (Peniny). W czasach II Rzeczypospolitej był obywatelem polskim. Ukończył szkołę hebrajską w Białymstoku i w 1929 wstąpił do młodzieżowej organizacji Bejtar. W 1935 rozpoczął studia prawnicze w Warszawie.

### Brytyjski Mandat w Palestynie
W 1935 wyemigrował do Palestyny i rozpoczął studia na Uniwersytecie Hebrajskim w Jerozolimie, zmieniając nazwisko na Szamir.
W 1937 wstąpił do żydowskiej podziemnej organizacji wojskowej Irgun Cewai Leumi (Etzel). W 1940, kiedy Irgun podzielił się na frakcje, Szamir przystąpił do radykalnej podziemnej organizacji wojskowej Lechi (Lohamei Herut Israel), przewodzonej przez Awrahama Sterna. Celem tego ugrupowania było utworzenie szerokiego antybrytyjskiego frontu skierowanego przeciwko okupacji Palestyny.
W 1941 Szamir został aresztowany przez Brytyjczyków i osadzony w więzieniu w Erytrei. W 1947 uciekł z więzienia i przedostał się do francuskiego Dżibuti, gdzie uzyskał francuski azyl polityczny.
W 1948 powrócił do Palestyny i stanął na czele organizacji Lechi (Stern został zabity przez Brytyjczyków w 1942). W tym czasie Lechi była odpowiedzialna za zabójstwo lorda Moyne brytyjskiego ministra stanu ds. Bliskiego Wschodu, próbę zabójstwa Harolda MacMichaela, wysokiego komisarza Brytyjskiego Mandatu Palestyny w 1944, a także za zamordowanie w 1948 hrabiego Folke Bernadotte, przedstawiciela ONZ ds. Bliskiego Wschodu. Bernadotte, pomimo iż w czasie II wojny światowej w ramach akcji „Białe autobusy” umożliwił przeżycie tysiącom żydowskich więźniów niemieckich obozów koncentracyjnych, przez Szamira postrzegany był jako antysyjonista i oczywisty agent brytyjskiego wroga.
Szamir wziął udział w wojnie izraelsko-arabskiej toczącej się w latach 1948–1949.

### W Izraelu
W 1955 został pracownikiem izraelskich tajnych służb wywiadowczych Mosad. Był szefem wywiadu na kraje europejskie. W Mosadzie działał w latach 1955–1965.
W 1969 odszedł ze służby i rozpoczął aktywność komercyjną. Udzielał się na rzecz walki o wolność rosyjskich Żydów.

#### Kariera polityczna
W 1970 wstąpił do opozycyjnej Partii Wolności (Herut), przewodzonej przez Menachema Begina i był członkiem jej władz. W 1973 Herut weszła w skład bloku partyjnego Likud, z którego listy Szamir został wybrany do izraelskiego parlamentu – Knesetu. W latach 1977–1980 był przewodniczącym Knesetu.
W 1980 został nominowany na ministra spraw zagranicznych. Inicjował kontakty dyplomatyczne Izraela w wielu krajach afrykańskich. Pomimo tego, iż jako Likudnik (członek Likudu), postrzegany był jako zwolennik twardej polityki względem Arabów, w 1977 uczestniczył w spotkaniu z egipskim prezydentem, Anwarem Sadatem, który odwiedził Izrael zaledwie cztery lata po wojnie Jom Kipur. W latach 1981 i 1982 przewodził negocjacjom pokojowym z Egiptem prowadzonym w celu normalizacji stosunków z tym państwem po zawarciu układu pokojowego. W 1983 negocjował porozumienie z Libanem.

#### Premier

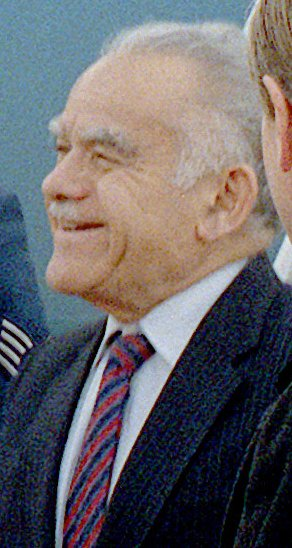
Icchak Szamir

10 października 1983 został premierem rządu. Jednak polityka prowadzona przez rząd Szamira nie była w stanie doprowadzić do rozwiązania problemów ekonomicznych, głównie wysokiego poziomu inflacji. Doprowadziło to do wyborów we wrześniu 1984. Wyniki były zaskakujące, ponieważ zarówno Likud, jak i Partia Pracy uzyskały zbliżoną liczbę głosów. Z tego powodu konieczna okazała się Wielka Koalicja, złożona z przedstawicieli obydwu ugrupowań, o poglądach wydawałoby się nie do pogodzenia. Zawarto układ, zgodnie z którym Szimon Peres miał być premierem do jesieni 1986, a Szamir ministrem spraw zagranicznych. Po tym terminie obaj politycy mieli zamienić się stanowiskami. Tak też się stało.
20 października 1986 został ponownie wybrany premierem rządu. Koncentrował się głównie na sprawach ekonomicznych. Uzyskał pomoc Stanów Zjednoczonych i podjął wysiłek wprowadzenia reform. W 1990 Partia Pracy opuściła koalicję rządową, pozostawiając partię Likud w bardzo niepewnym układzie, skazaną na współpracę z pomniejszymi ugrupowaniami.
Rząd Szamira brał udział w 1991 w rozmowach pokojowych w Madrycie i zorganizował akcję sprowadzenia do Izraela tysięcy Żydów z Etiopii (Operacja Salomon). Gabinet Szamira postanowił także nie odpowiadać na niesprowokowane użycie przez reżim Saddama Husajna pocisków Scud przeciwko Izraelowi podczas pierwszej wojny w Zatoce Perskiej.

#### Porażka wyborcza i odejście
Po wyborach w 1992 przestał być premierem (został nim Icchak Rabin z Partii Pracy), a w marcu 1993 zrezygnował z partyjnego przywództwa. W 1996 zrezygnował z członkostwa w Knesecie. Przez pewien czas był krytykiem Beniamina Netanjahu, jako jego zdaniem niezdecydowanego co do kierunku polityki względem Arabów. Później zniknął z izraelskiego życia publicznego.
W 2004 jego rodzina zażądała utworzenia specjalnego funduszu państwowego na jego hospitalizację. Urzędnicy państwowi orzekli jednak, iż na ten cel powinna starczyć rządowa emerytura wypłacana Szamirowi.

#### Śmierć
Szamir zmarł 30 czerwca 2012 w domu opieki w Tel Awiwie, gdzie spędził kilka ostatnich lat. Przyczyną śmierci była choroba Alzheimera, na którą cierpiał od połowy lat 90. Pogrzeb państwowy odbył się 2 lipca 2012 na Wzgórzu Herzla w Jerozolimie. Został pochowany obok swojej żony, Szulamit, która zmarła rok wcześniej.

## Życie prywatne
Od 1944 był żonaty z Szulamit (1923–2011), ich syn Ja’ir również pełnił funkcje ministerialne.